# روس-إم
روس-إم (بالروسية: Русь-М) مشروع سلسلة من الصواريخ يتضمن إنتاج سفينة فضائية مأهولة من المؤمل أن تصبح سفينة الفضاء الروسية الرئيسية للرحلات المأهولة بعد عام 2018، وجزء متكامل من (نظام النقل المأهول المستقبلي) الذي يتضمن سفن فضاء مأهولة من المتوقع أن تحل محل سويوز.كما يتضمن المشروع صناعة صاروخ حامل لنقل الأقمار الصناعية،
وصاروخ حامل سوبر ثقيل.
بدأ تطوير السلسلة بواسطة مركز الدولة للبحوث والإنتاج الفضائي-التقدم منذ عام 2009 ومن المؤمل أن ينجز الصاروخ بحلول عام 2018.

## التاريخ
في عام 2009 ربح مركز الدولة للبحوث والإنتاج الفضائي-التقدم عقداً مع الحكومة الروسية لتطوير مركبة فضاء مأهولة جديدة.عُرض عقد المشروع في معرض ماكس الجوي 2009 , وكان متوقعاً أن تحصل وكالة روسيا الفدرالية الفضائية على التصميم الأولي بحلول اب أغسطس 2010.

## المتطلبات
وضعت متطلبات الأمان في الأولوية من قبل مركز الدولة للبحوث والإنتاج الفضائي-التقدم حيث شددت على أن تصميم (سفينة الفضاء المأهولة) يجب ان يكون موثوق به إلى أبعد الحدود.مع توفر خيار إيقاف الرحلة لأسباب السلامة في أي مرحلة من مراحل الرحلة.والمركبة تنطلق من منصة مضمونة في أي حالة طوارئ عند مرحلة الانطلاق المبكر.ام بالنسبة للصاروخ الحامل فأشترط أن يتسع ل 20 طن من الحمولة على الاقل فضلاًعن تصميم الصاروخ الحامل سوبر ثقيل يتسع ل 130 طن.

## الوصف
يستخدم روس-إم محركات (انرجي ماش ار دي 180) تعمل بالكيروسين والهيدروجين السائل للمرحلة الأولى وأربعة محركات (ار دي-0146) تعمل بالهيدروجين/الأوكسجين طورتها (مكتب التصميم الميكانيكي الكيمائي) للمرحلة العلوية..
وهو سيكون قادر على حمل حمولة من الأقمار الاصطناعية تزن 23,8 طن إلى ارتفاع 200 كلم بدرجة 51,7 بينما سفينة الفضاء المأهولة ستكون قادرة على حمل 18,8 طن إلى ارتفاع 400كلم. و7,0 طن إلى مدار هوهمان الانتقالي و4,0 طن إلى المدار الجغرافى الثابت.

## التطوير
أخذ مركز الدولة للبحوث والإنتاج الفضائي-التقدم المسئولية العمومية لقيادة المشروع، أنظمة الدمج، تطوير مرحلة المركبة الثانية والإنتاج.
بينما تولى (ماكييف كي بي ماش) تطوير المرحلة الأولى، اما تزويد المركبة بإنظمة سيطرة الملاحة الفضائية فتقوم به (أن بي أو أفتوماتيكيا).

## اقرأ ايضاً
- نظام الإطلاق المستهلك.
- صناعة الفضاء الروسية.
- صاروخ روكوت.